# Крупский (Ростовская область)
Кру́пский — хутор Сальского района Ростовской области. Входит в состав Сандатовского сельского поселения.

## История
Предположительно основан в начале XX века. Первоначально назывался Ванин. Согласно Всесоюзной переписи населения 1926 года хутор Крупский (Ванин) входил в состав Березовского сельсовета Воронцово-Николаевского района Сальского округа Северо-Кавказского края, население хутора составило 412 человека, в том числе 386 украинца и 26 великороссов.

## Физико-географическая характеристика
Хутор расположен в Предкавказье на юго-востоке Сальского района в пределах Ставропольской возвышенности, относящейся к Восточно-Европейской равнине, при безымянной балке, относящейся к бассейну реки Башанта, на высоте около 80 метров над уровнем моря. Рельеф местности полого-увалистый. С востока хутор огибает Ростовский распределительный канал. Почвы чернозёмы южные и обыкновенные мицеллярно-карбонатные (глубокие карбонатные). Почвообразующие породы — глины и суглинки.
У хутора проходит областная автодорога Сальск — Городовиковск. По автомобильной дороге расстояние до районного центра города Сальск — 48 км, административного центра сельского поселения села Сандата — 15 км, до ближайшего города Городовиковска Республики Калмыкия — 14 км.
Часовой пояс
Крупский, как и вся Ростовская область, находится в часовой зоне МСК (московское время). Смещение применяемого времени относительно UTC составляет +3:00.

### Улицы
- ул. Горького,
- ул. Красная,
- ул. Крупской.

## Население
Динамика численности населения
| 1926 |
| ---- |
| 412  |

| 2010 |
| ---- |
| 140  |